# Cubillas
Pour l’article homonyme, voir Teófilo Cubillas.
Le Cubillas est une rivière espagnole, affluent du Genil.
Le Velillos est un de ses affluents.